# FNNモーニングコール
『FNNモーニングコール』（エフエヌエヌモーニングコール）は、1986年（昭和61年）4月1日から1990年（平成2年）3月30日までフジテレビ系列（FNN。テレビ長崎・テレビ大分・鹿児島テレビの3局を除く）で放送された朝のニュース・情報番組。

## 番組の概要
前身の『FNNモーニングワイド ニュース&スポーツ』をCIの目玉マーク登場に伴いリニューアル、改題してスタートされた。
スタートから視聴者が定着せず、後述のようにおよそ1年単位でキャスターやスタジオセット、番組構成などで大幅な入れ替えを繰り返した。1989年4月、『トークシャワー』の開始に伴い30分番組に縮小。さらに1990年4月に『FNN朝駆け第一報!』の開始に伴い、番組は4年間の放送に幕を閉じた。
この番組以前から、産経新聞が協力しており、フジテレビにおいては、提供表示の後に「協力　サンケイ(1988年から1990年までは協力　産經)」と表示されていた。
年末年始は12月31日までと1月4日以降が通常放送、正月三が日は15分の短縮版（『産経テレニュースFNN』と同じフォーマット）で放送されていた。
一部ネット局での番組概要
- 関西テレビでは当番組開始以前からローカル差し替えが多かったことから、独自タイトルの『ザ・モーニング630』（1988年以降は『朝特急630』）というタイトルとし、全国ニュース枠（7:00 - 7:10）以外は基本的に自社制作の内容に差し替えていた。また、『トークシャワー』の開始により本編が30分枠となった1989年度は全国ネットパートを『トークシャワー』に集約した上で全編自社制作とされ、全国ニュースについてもフジテレビのニュース素材を流用して自社のスタジオから伝えていた。このため、この時期の朝のFNNニュースのネットは週末や年末年始を除いて事実上途絶えていた。
- 東海テレビでも、ローカル差し替え枠を多く確保しており、毎日40分間程度を自社制作していた。ローカル差し替え枠では開始当初、いずれも東海テレビの当時の局アナウンサーだった磯野正典と岡山玲子[1] のコンビが、後に宗宮修一、猪谷香らがキャスターを担当した。新潟総合テレビを除く中部地方[2]では1986年10月から1987年3月まで天気予報など一部のコーナーをネットしていた。

## 放送時間
| 期間     | 期間      | 放送時間（JST）                 | 備考                                 |
| -------- | --------- | ------------------------------- | ------------------------------------ |
| 1986.4.1 | 1987.3.31 | 月 - 金曜日 6:30 - 7:25（55分） |                                      |
| 1987.4.1 | 1988.3.31 | 月 - 金曜日 6:00 - 7:25（85分） | フジテレビ・テレビ静岡以外は6:30開始 |
| 1988.4.1 | 1989.3.31 | 月 - 金曜日 6:30 - 7:40（70分） |                                      |
| 1989.4.3 | 1990.3.30 | 月 - 金曜日 6:30 - 7:00（30分） | 『トークシャワー』開始に伴い40分縮小 |

## 歴代キャスター
| 期間      | 期間      | 総合司会          | アシスタントキャスター       | アシスタントキャスター       |
| 期間      | 期間      | 総合司会          | 月・火                       | 水 - 金                      |
| --------- | --------- | ----------------- | ---------------------------- | ---------------------------- |
| 1986.4.1  | 1987.3.31 | 川端健嗣 長野智子 | （不在）                     | （不在）                     |
| 1987.4.1  | 1987.9.30 | 山川千秋          | 川端健嗣 長野智子 中村奈緒美 | 川端健嗣 長野智子 中村奈緒美 |
| 1987.10.1 | 1988.3.23 | 山川千秋          | 城ヶ崎祐子 山中秀樹          | 城ヶ崎祐子 山中秀樹          |
| 1988.3.24 | 1988.3.31 | （不在）          | 城ヶ崎祐子 山中秀樹          | 城ヶ崎祐子 山中秀樹          |
| 1988.4.1  | 1989.3.31 | 小林穂波          | 寺田理恵子                   | 寺田理恵子                   |
| 1989.4.3  | 1989.9.29 | 小林穂波          | 筒井櫻子                     | 筒井櫻子                     |
| 1989.10.2 | 1990.3.30 | 小林穂波          | 八木亜希子                   | 筒井櫻子                     |

その他キャスター
- 中村洋子
- 河野景子（寺田・筒井不在時の代役）
- 青木美枝
- 水野愛美（主にお天気キャスター役）
- 永川美佳（同上）
- 和田圭（1988年4月 - 1989年3月、木曜・金曜キャスター）
- クリストファー・フィールド（小林時代にニューヨークキャスター。後継番組『FNN World Uplink』も担当）
- サチ・パーカー（小林時代にニューヨークキャスター）

補足
- 川端は木・金曜日の『3時のあなた』を兼務。
- 中村は長野と交替で担当。
- 山川の病気療養に伴う降板後、リニューアルまでの1週間は残った山中・城ヶ崎の2人で担当。
- 八木は月曜日の『笑っていいとも!』のテレフォンアナウンサーを兼務。
- 小林は当初山川の代役として急遽就任。後番組『FNN朝駆け第一報!』も続投。

## 番組の歩み

### 番組初期（1986年4月 - 1987年3月）
FNN初の大型ニュースワイド番組『FNNモーニングワイド ニュース&スポーツ』（鹿内信隆時代末期に放送開始）の後継番組で、当時のフジテレビ会長だった鹿内春雄のめざしていた「やわらかいニュース番組を」というコンセプトで放送が開始された。
キャスターとして起用された川端健嗣は入社3年目、長野智子は入社2年目とフレッシュな顔ぶれ。さらにこの2人は、番組のテーマソング『気分は、はじけるピーチ』（作詞：森浩美／作曲：網倉一也）を歌い、レコード発売もされた。スタジオセットは猫をモチーフにした壁面に青のFNNロゴが左右に配置されたもの。で、コーナーはニュース、スポーツのほか、ネット局リレー中継も放送された。また、新宿・スタジオアルタ前からの生中継も毎日行われた ほか、海外ニュースや、ファッション情報や、洋楽情報も放送。コーナーキャスターにはバイリンガルDJの西森マリーが起用された。

### 番組中期（1987年4月 - 1989年3月）
開始から1年後の1987年にはリニューアルを試みる。新メインキャスターとして『ニュース工場一本勝負!』から異動した山川千秋を起用。川端は全曜日サブ兼スポーツキャスター、長野は新たに加わった中村奈緒美と日替わりで女性サブとなった。番組スタイルは一転して硬派路線に。スタジオセットはクリーム色の壁面に赤のFNNのロゴのみ、音楽やファッションなどの情報コーナーも廃止、さらに番組テーマ曲も「気分は、はじけるピーチ」から、インストゥルメンタルの音楽に差し替えられる等、報道番組らしいシンプルなスタイルに改められた。同年10月にはスタジオセットが観葉植物が見えるガラス製の壁面へと改められた。リニューアル初日の4月1日は、この日に国鉄から民営化したJRグループの話題を中心に取り上げた。この年の4月1日は水曜日だったが、FNN・ANNのクロスネットだった秋田テレビがANNを脱退したため、本番組7時台の『ANNニュースセブン』への差し替え終了と同時に全編ネットに切り替えるにあたり、4月1日からリニューアルされた。
リニューアル時には、試験的にフジテレビとテレビ静岡のみ番組開始時刻を前倒しして6時スタートとした。
1988年3月にメインキャスターの山川が食道がんを患い、療養に入るため降板（同年10月に逝去）。同年4月には出演者を一新。警視庁などの記者クラブを経て報道デスクを務めていた小林穂波と、既にバラエティ番組で活躍していた寺田理恵子のコンビになり、番組内容も国際色を強め、6時台の殆どが『マンハッタン・エクスプレス』コーナーとなる。後の『FNN World Uplink』でもニューヨークからキャスターを務めたクリス・フィールドとサチ・パーカーの2人が、フジテレビのニューヨーク支局からニュースを伝えた。
1988年度上半期には、天気予報で水野愛美が履いている下駄を飛ばして天気を占う下駄予報や、「自転車に乗れない」エピソードなどを披露していた。

### 番組末期（1989年4月 - 1990年3月）
1989年4月以降、中継や企画コーナーなどの要素をすべて、7時00分からの新番組『トークシャワー』に譲り、30分枠のストレートニュース番組となる。番組としては独立していたが、編成・営業の扱いとしては『モーニングコール』の2部という扱いであったため、この期間、エンディング時の提供ナレーションに関しては「この番組は…」ではなく「ここまでの放送は…」となっていた。リニューアル1年後の1990年3月30日に番組は終了。鹿内宏明会長の肝いりで同年4月2日から、6時台を55分のワイドニュース『FNN朝駆け第一報!』、7時台を若者向け情報番組『グッドモーニングジャパン』へと分割した。

## ネット状況

### ネット局
| 放送対象地域   | 放送局              | 放送当時の系列 | 備考                                                                                   |
| -------------- | ------------------- | -------------- | -------------------------------------------------------------------------------------- |
| 関東広域圏     | フジテレビ(CX)      | FNN            | 基幹・制作局 1987年4月1日 - 1988年3月31日は6:00開始                                    |
| 北海道         | 北海道文化放送(UHB) | FNN            |                                                                                        |
| 宮城県         | 仙台放送(OX)        | FNN            |                                                                                        |
| 秋田県         | 秋田テレビ(AKT)     | FNN/ANN→FNN    | 1987年3月までテレビ朝日の『ANNニュースセブン』も放送のため7:00で飛び降り               |
| 山形県         | 山形テレビ(YTS)     | FNN            |                                                                                        |
| 福島県         | 福島テレビ(FTV)     | FNN            |                                                                                        |
| 新潟県         | 新潟総合テレビ(NST) | FNN            | 現・NST新潟総合テレビ                                                                  |
| 長野県         | 長野放送(NBS)       | FNN            | 『FNNモーニングコールNBS』に改題                                                       |
| 静岡県         | テレビ静岡(SUT)     | FNN            | 1987年4月1日 - 1988年3月31日は6:00開始                                                 |
| 富山県         | 富山テレビ(T34)     | FNN            |                                                                                        |
| 石川県         | 石川テレビ(ITC)     | FNN            |                                                                                        |
| 福井県         | 福井テレビ(FTB)     | FNN            |                                                                                        |
| 中京広域圏     | 東海テレビ(THK)     | FNN            | 『FNN東海テレビモーニングコール』に改題                                                |
| 近畿広域圏     | 関西テレビ(KTV)     | FNN            | 『ザ・モーニング630』→『朝特急630』に内包 1989年度は『トークシャワー』を除いて非ネット |
| 島根県・鳥取県 | 山陰中央テレビ(TSK) | FNN            |                                                                                        |
| 岡山県・香川県 | 岡山放送(OHK)       | FNN            |                                                                                        |
| 広島県         | テレビ新広島(TSS)   | FNN            |                                                                                        |
| 愛媛県         | 愛媛放送(EBC)       | FNN            | 現・テレビ愛媛                                                                         |
| 福岡県         | テレビ西日本(TNC)   | FNN            | 『TNCモーニングコール』に改題                                                          |
| 佐賀県         | サガテレビ(STS)     | FNN            |                                                                                        |
| 熊本県         | テレビ熊本(TKU)     | FNN/ANN→FNN    |                                                                                        |
| 宮崎県         | テレビ宮崎(UMK)     | FNN/NNN/ANN    |                                                                                        |
| 沖縄県         | 沖縄テレビ(OTV)     | FNN            |                                                                                        |

備考
- 山形テレビではネット中期のころ、この番組のローカルパートとして、『FNNモーニングコールやまがた』という山形県内のニュースと気象情報の箱番組を放送した経験がある。詳しくは山形テレビ番組一覧を参照。
- 東海テレビでは内容差し替えにとどまらず、番組テーマ曲「気分は、はじけるピーチ」までも、東海テレビ担当キャスターが歌ったバージョンを制作して使用した。また中部地方向け（新潟総合テレビを除く）に放送していたコーナーがあった（1986年10月から半年間）。
- テレビ西日本では女性2人がキャスターを務めた。
- テレビ宮崎では前番組の『FNNモーニングワイド ニュース&スポーツ』では『FNN　UMKニュース』に改題し、7時15分からの飛び乗りで最後の10分間のみのネットだったが、本番組の開始と同時にフルネットとなった。その際、同局の放送開始時間を6時40分から6時25分に繰り上げた。
- 沖縄テレビでは前番組の『FNNモーニングワイド ニュース&スポーツ』では『FNNテレビ朝刊』に改題し、7時15分からの飛び乗りで最後の10分間のみのネットだったが、本番組の開始と同時にフルネットとなった。その際、同局の放送開始時間を7時00分から本番組開始時間の6時30分に繰り上げた。

### 備考
- テレビ山口は、1987年9月までJNN/FNSのクロスネット局だったため、JNN協定の適用によりFNNには加盟していなかった。もっとも、フジテレビ側も1987年4月にテレビ山口に対して最低1番組以上のFNN番組の放送を要請し、対応できない場合の系列からの脱退を提示した際、当番組に関しては除外していた。
- いずれも日本テレビ系列とのクロスネット局であったテレビ長崎[9]・テレビ大分[10]・鹿児島テレビの3局[11]は、いずれも当該時間帯に日本テレビ系列の番組を放送しており、当番組は放送されていなかった。